# Besos de perro
Besos de perro es el tercer álbum de estudio de la banda de rock española Marea, lanzado al mercado en el año 2002. Bajo el contrato del sello DRO, Marea pasa a grabar su tercer álbum de estudio, Besos de Perro, en febrero de 2002 con el productor Iñaki «Uoho» Antón, guitarrista de bandas como Extremoduro y Platero y Tú. Besos de Perro fue grabado en unos dos meses en la Casa de Iñaki y cuenta con numerosas contribuciones de músicos, tales como, Roberto Iniesta (de Extremoduro), Fito Cabrales (de Platero y Tú y Fito & Fitipaldis) y Martín Romero (hermano de Kutxi). DRO publicó el álbum en abril.

## Lista de canciones
1. «Romance de Jose Etxailarena» - 04:15
2. «El rastro» (con Iñaki Antón «Uoho» como Órgano Hammond) - 04:12
3. «La luna me sabe a poco» - 04:26
4. «A la mierda primavera» - 05:21
5. «En tu agujero» (con Roberto Iniesta «Robe» como voz) - 05:03
6. «Manuela canta saetas» - 03:54
7. «Alfileres» (con El Piñas como voz) - 03:20
8. «Me estoy quedando solo» (con Martín Romero como voz) - 04:01
9. «Venas con humo y palabras» - 04:37
10. «Como el viento de poniente» - 03:44
11. «Pan duro» (con Fito Cabrales como voz y guitarra acústica) - 03:45